# Сультс-ле-Бен
Сультс-ле-Бен (фр. Soultz-les-Bains) — коммуна на северо-востоке Франции в регионе Гранд-Эст (бывший Эльзас — Шампань — Арденны — Лотарингия), департамент Нижний Рейн, округ Мольсем, кантон Мольсем.
Площадь коммуны — 3,55 км², население — 784 человека (2006) с тенденцией к росту: 951 человек (2013), плотность населения — 267,9 чел/км².

## Население
Население коммуны в 2011 году составляло 947 человек, в 2012 году — 949 человек, а в 2013-м — 951 человек.
| 1962 | 1968 | 1975 | 1982 | 1990 | 1999 | 2006 | 2008 | 2011 | 2012 | 2013 |
| ---- | ---- | ---- | ---- | ---- | ---- | ---- | ---- | ---- | ---- | ---- |
| 601  | 618  | 628  | 696  | 654  | 693  | 784  | 870  | 947  | 949  | 951  |

Динамика населения:

## Экономика
В 2010 году из 638 человек трудоспособного возраста (от 15 до 64 лет) 500 были экономически активными, 138 — неактивными (показатель активности 78,4 %, в 1999 году — 72,6 %). Из 500 активных трудоспособных жителей работали 472 человека (252 мужчины и 220 женщин), 28 числились безработными (11 мужчин и 17 женщин). Среди 138 трудоспособных неактивных граждан 56 были учениками либо студентами, 50 — пенсионерами, а ещё 32 — были неактивны в силу других причин.

## Достопримечательности (фотогалерея)

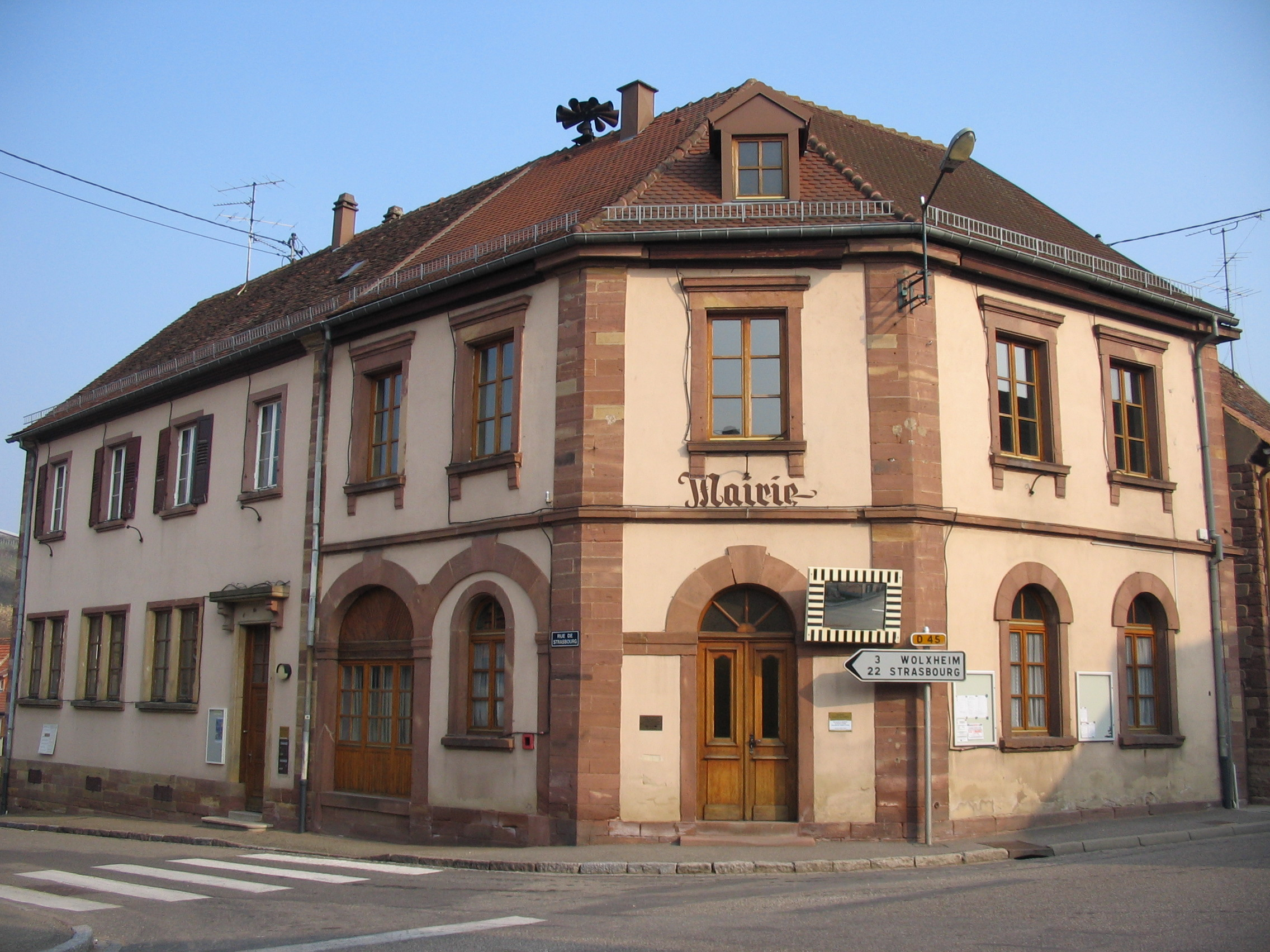
Здание мэрии
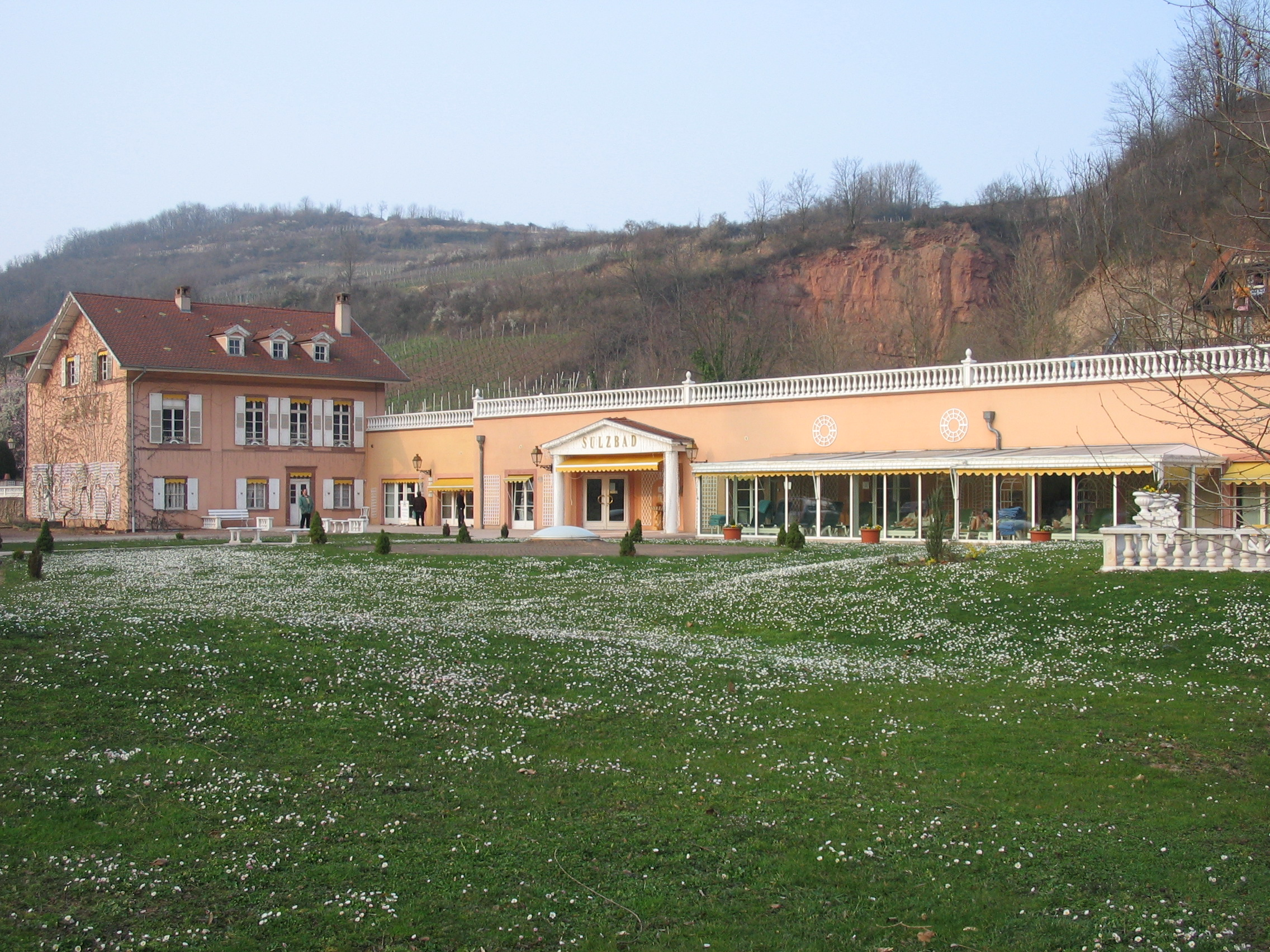
Бальнеологический курорт Сультсбад
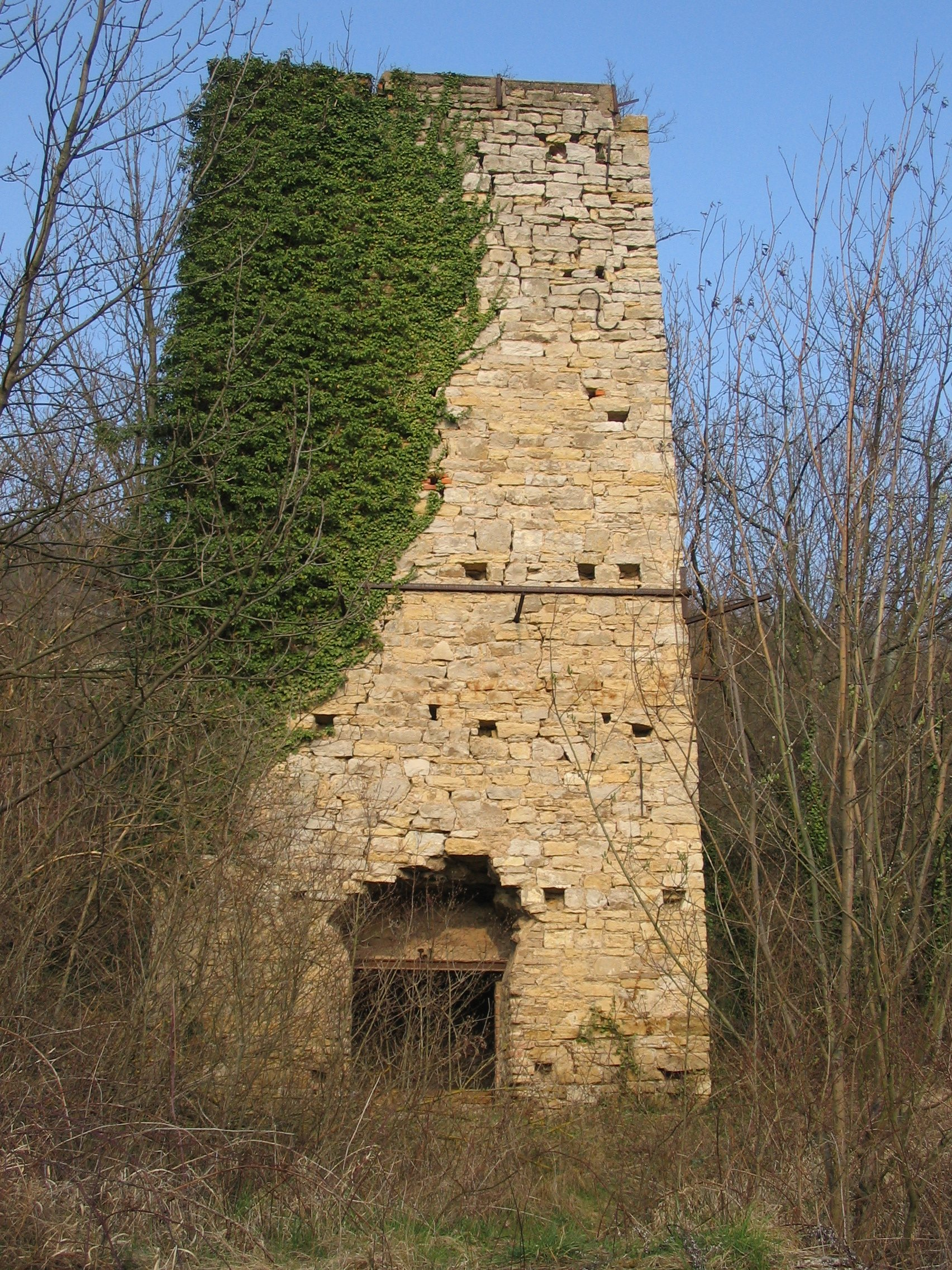
Старые печи для обжига извести
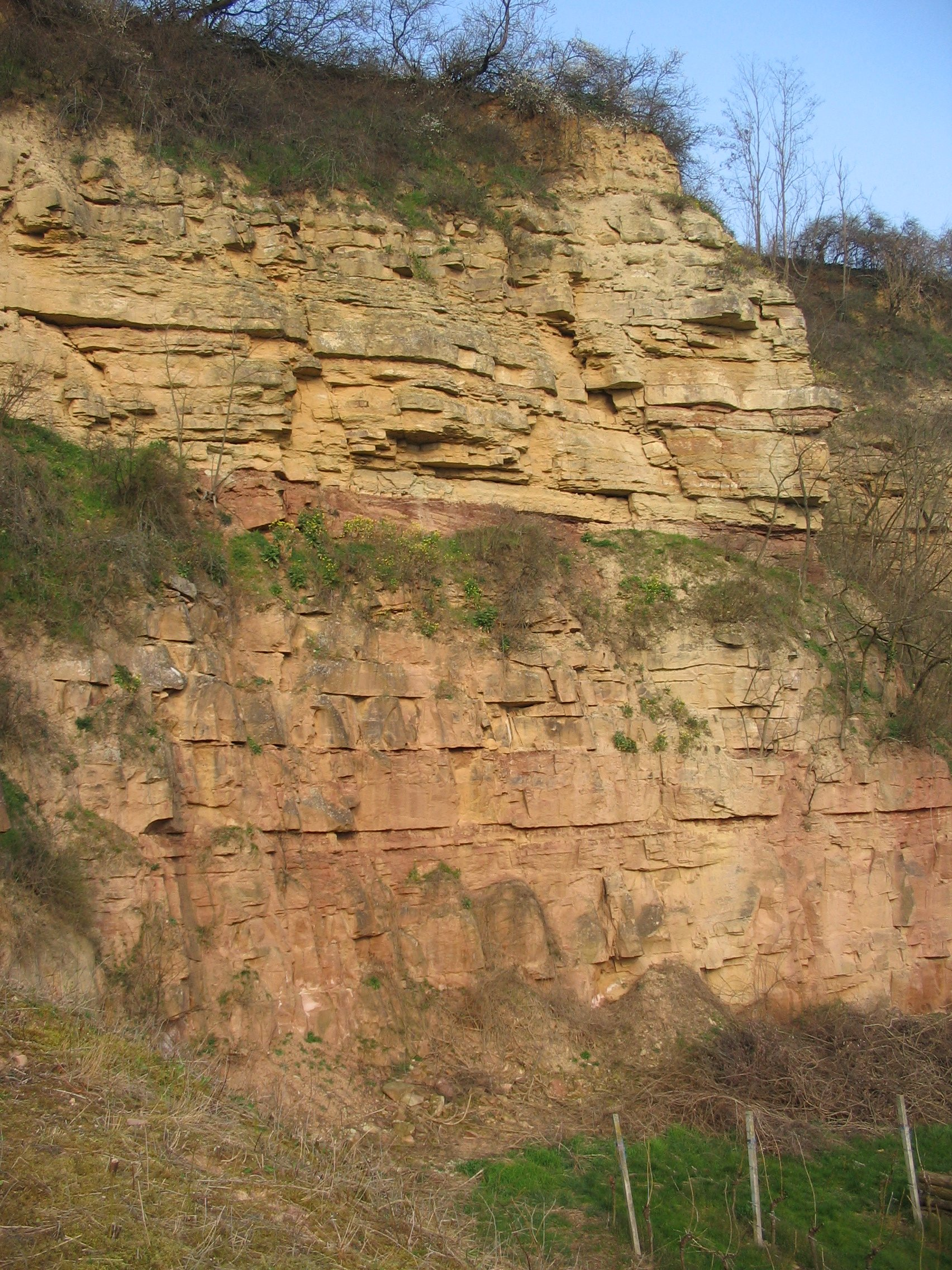
Карьер «Королевский»
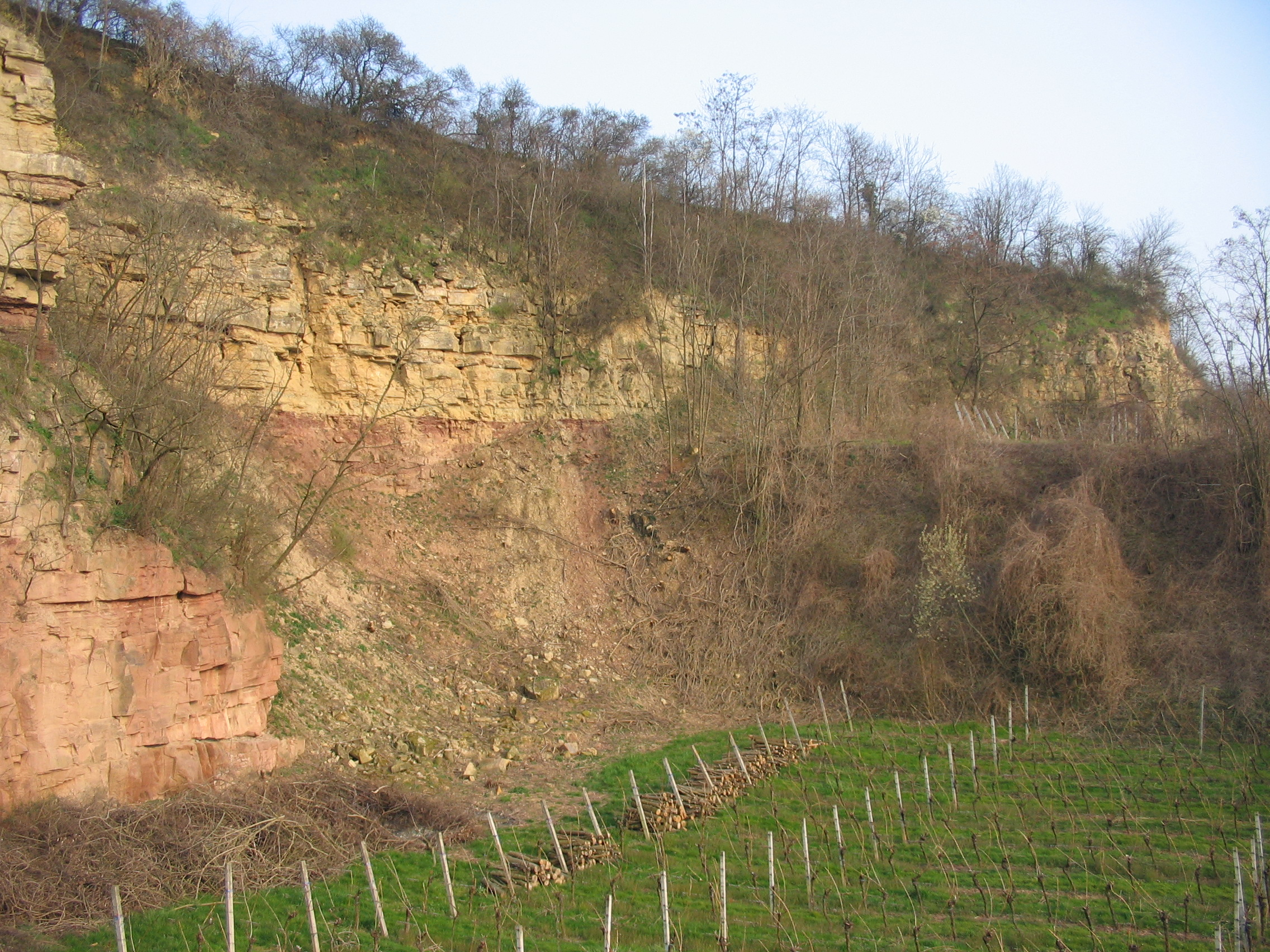
Карьер «Королевский»
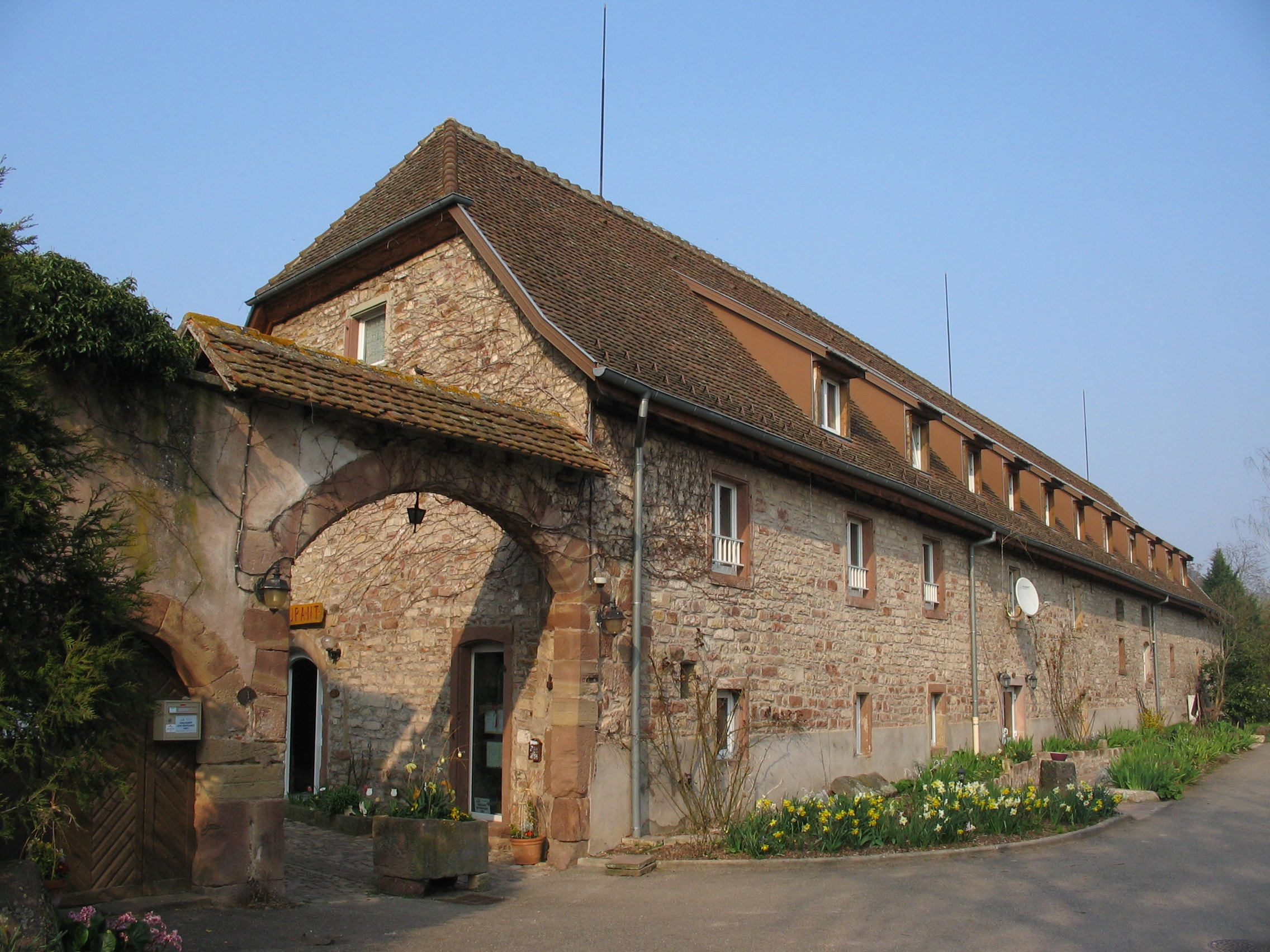
Ферма Библеноф
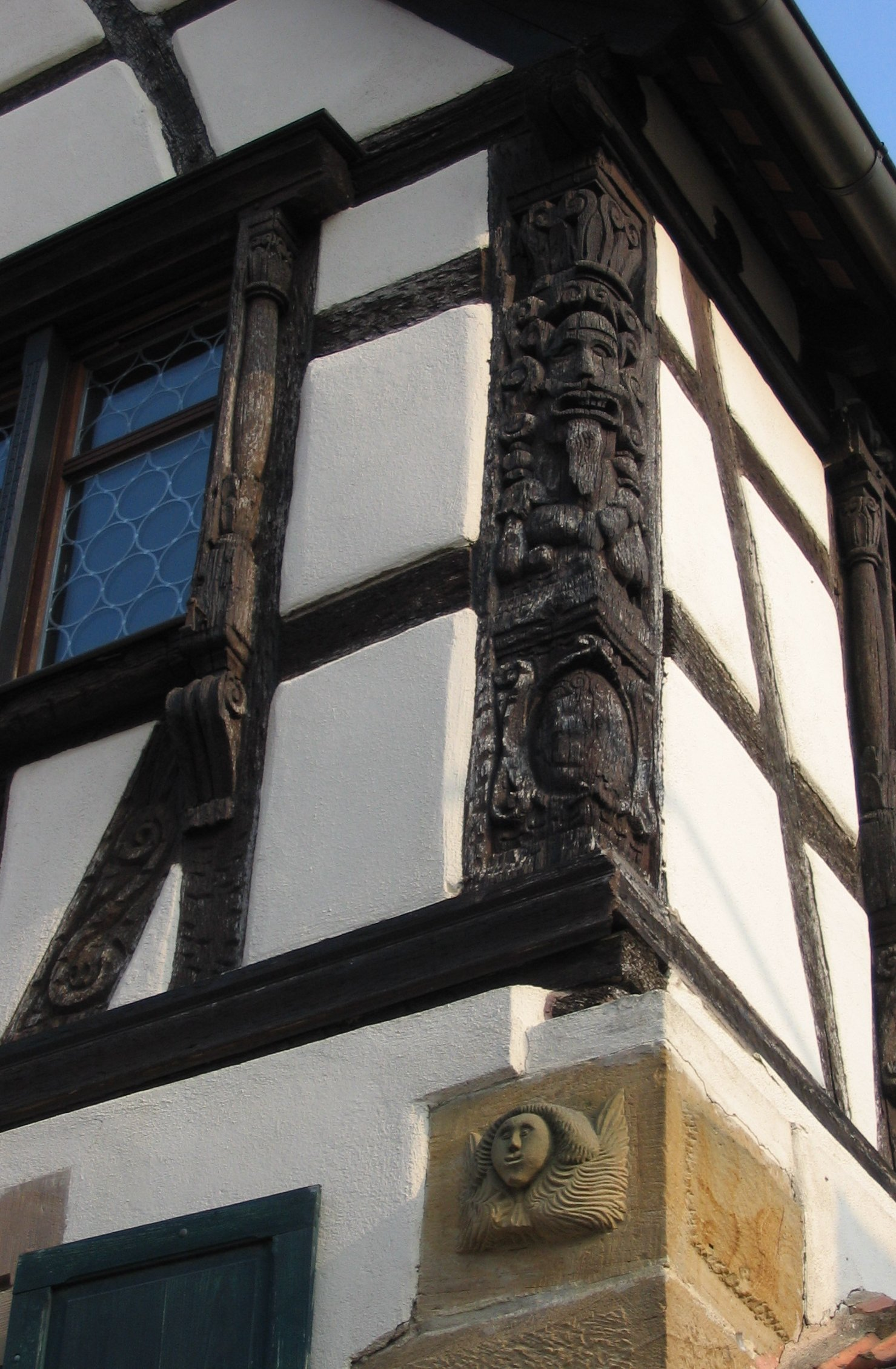
Старый Эльзасский дом с резьбой
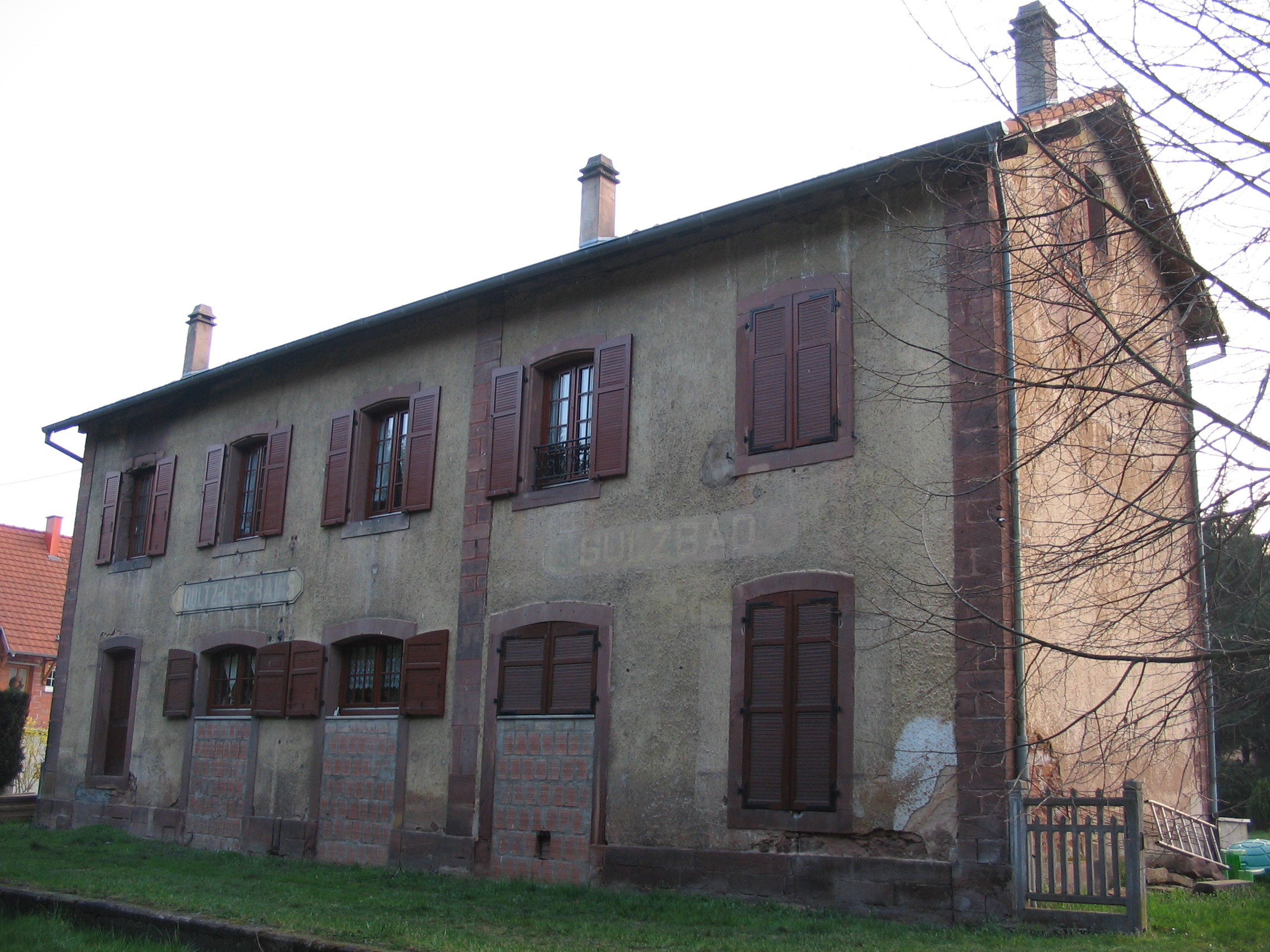
Старое здание вокзала
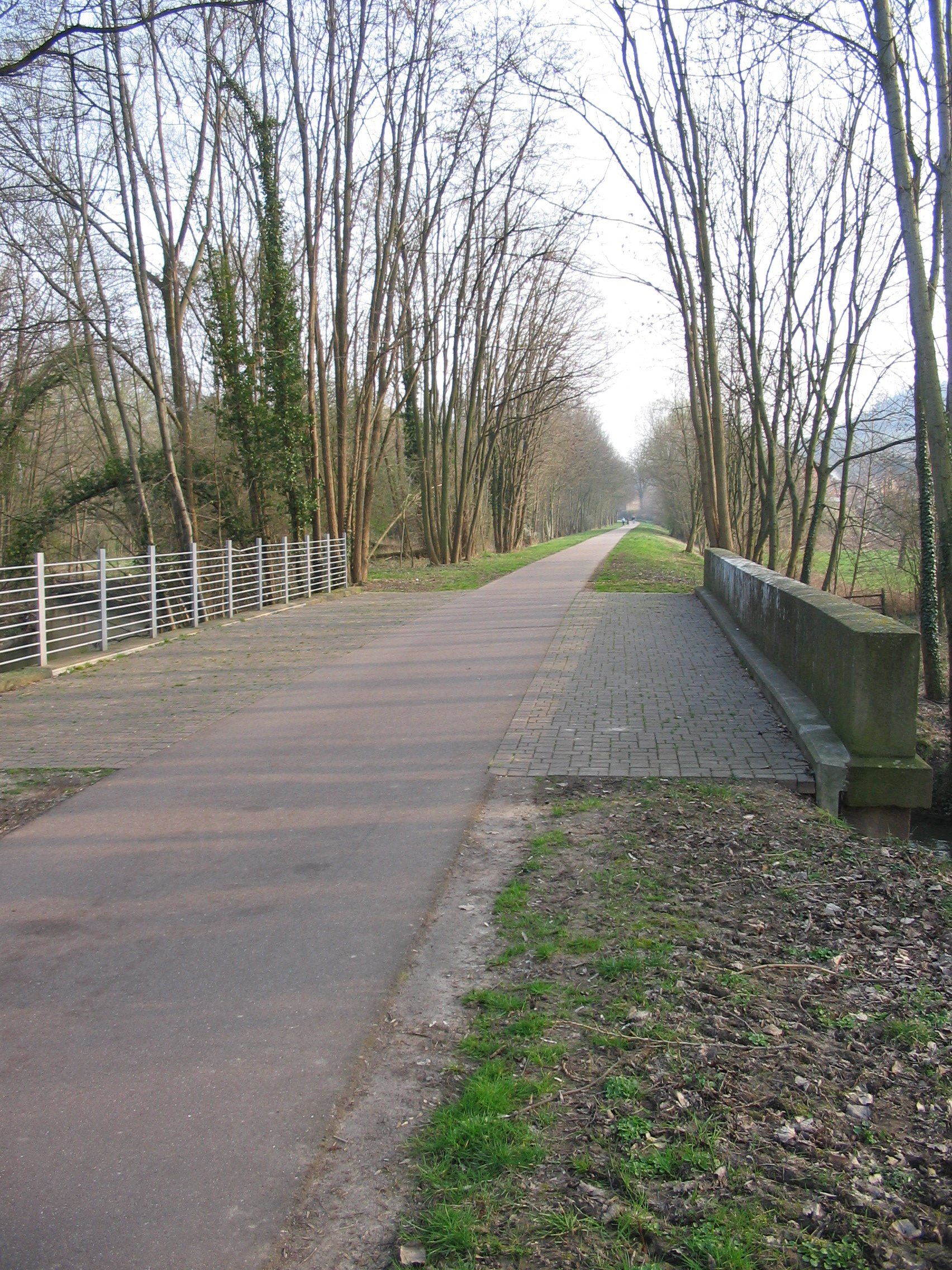
Велодорожка по старой железной дороге Мольсем — Саверн
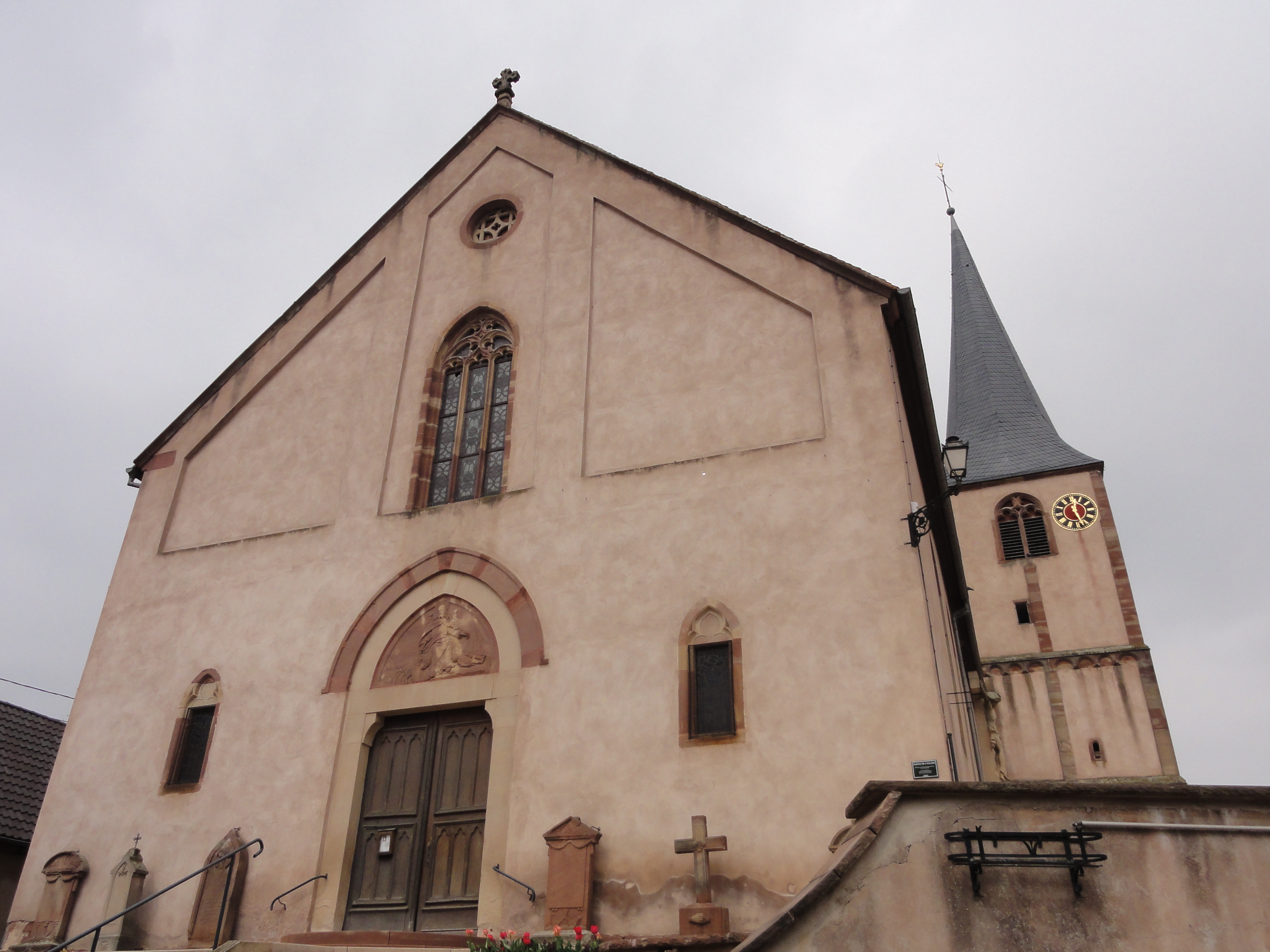
Церковь Сен-Морис
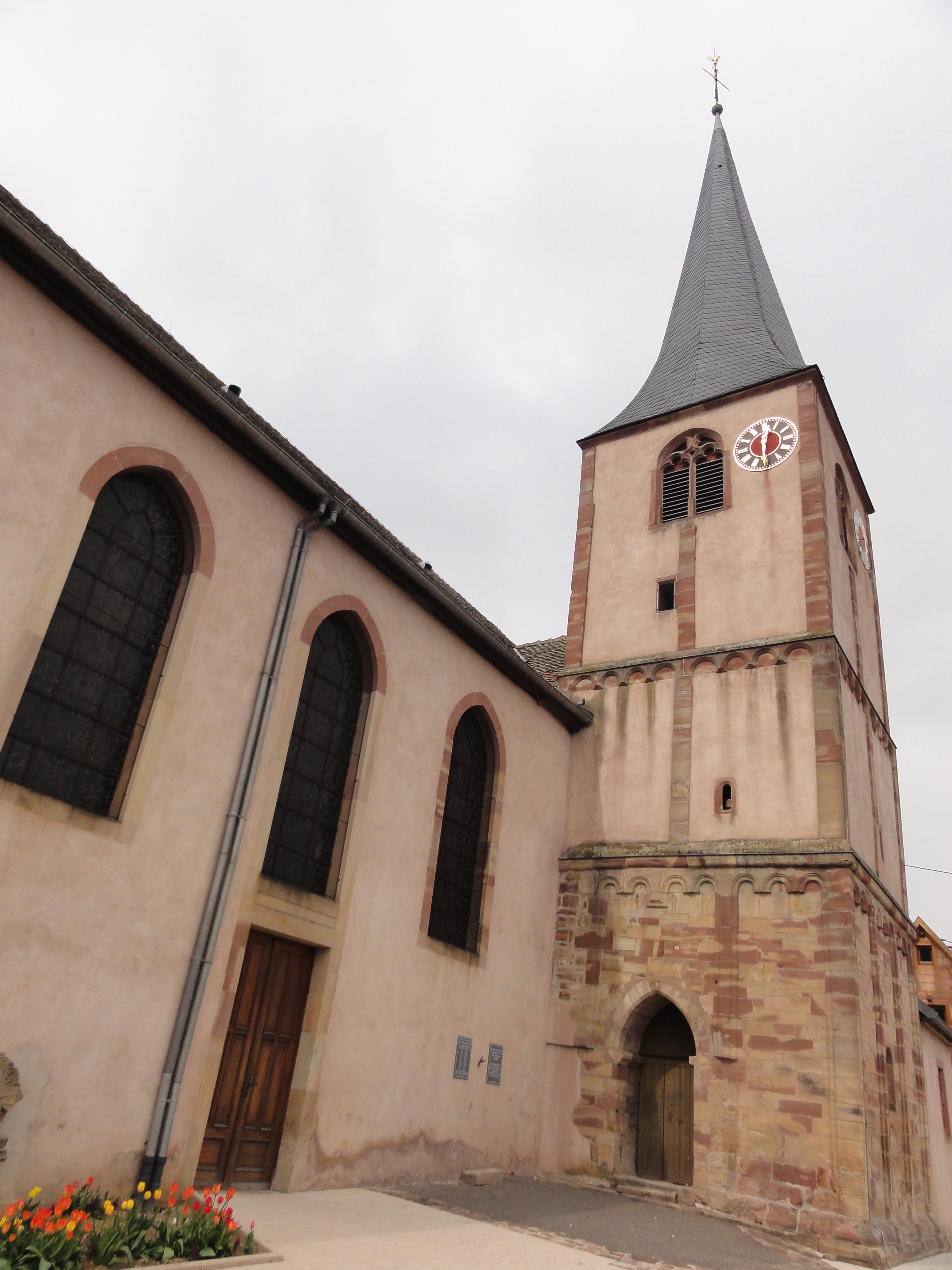
Колокольня с часами
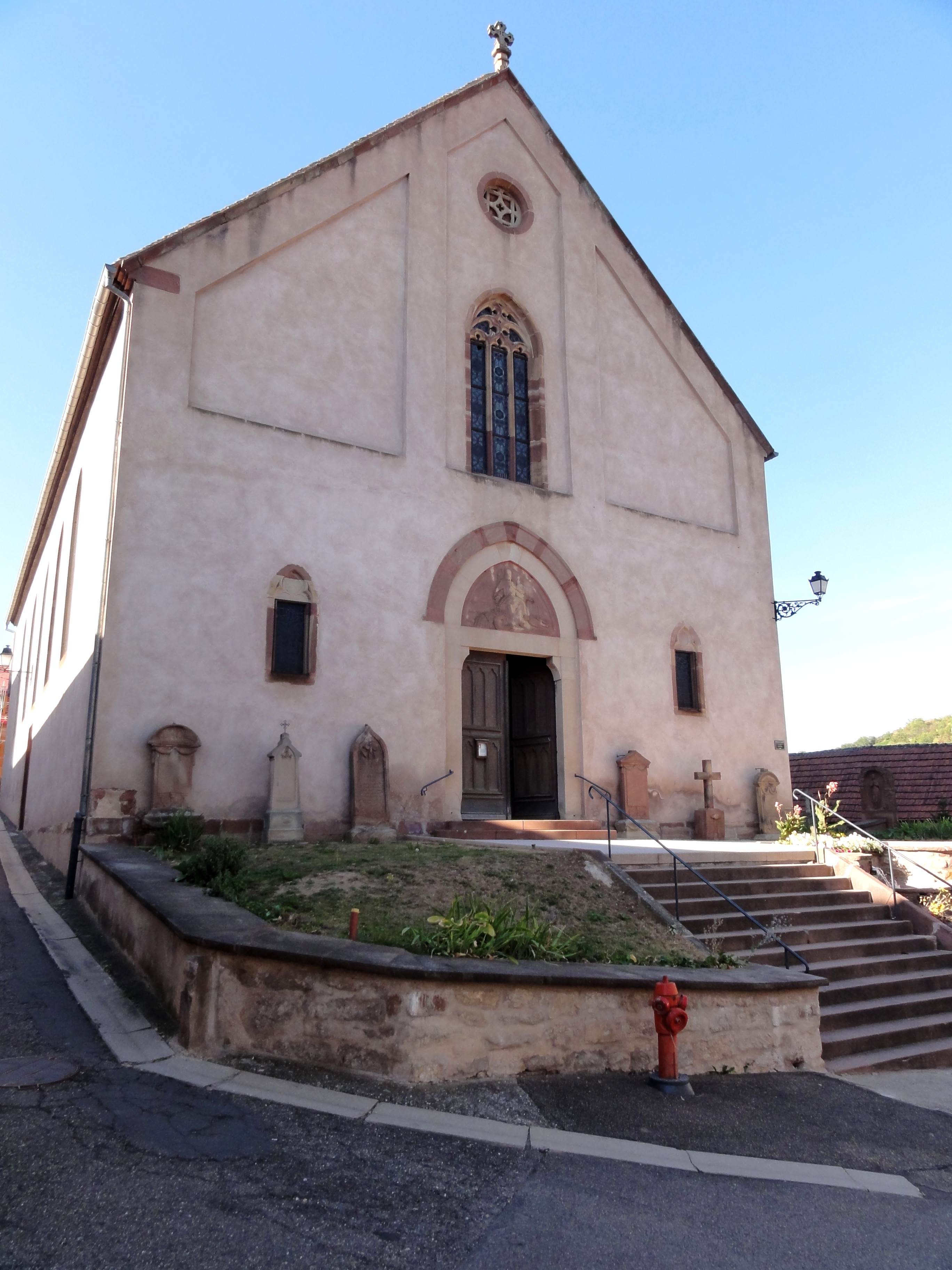
Фасад с главным входом
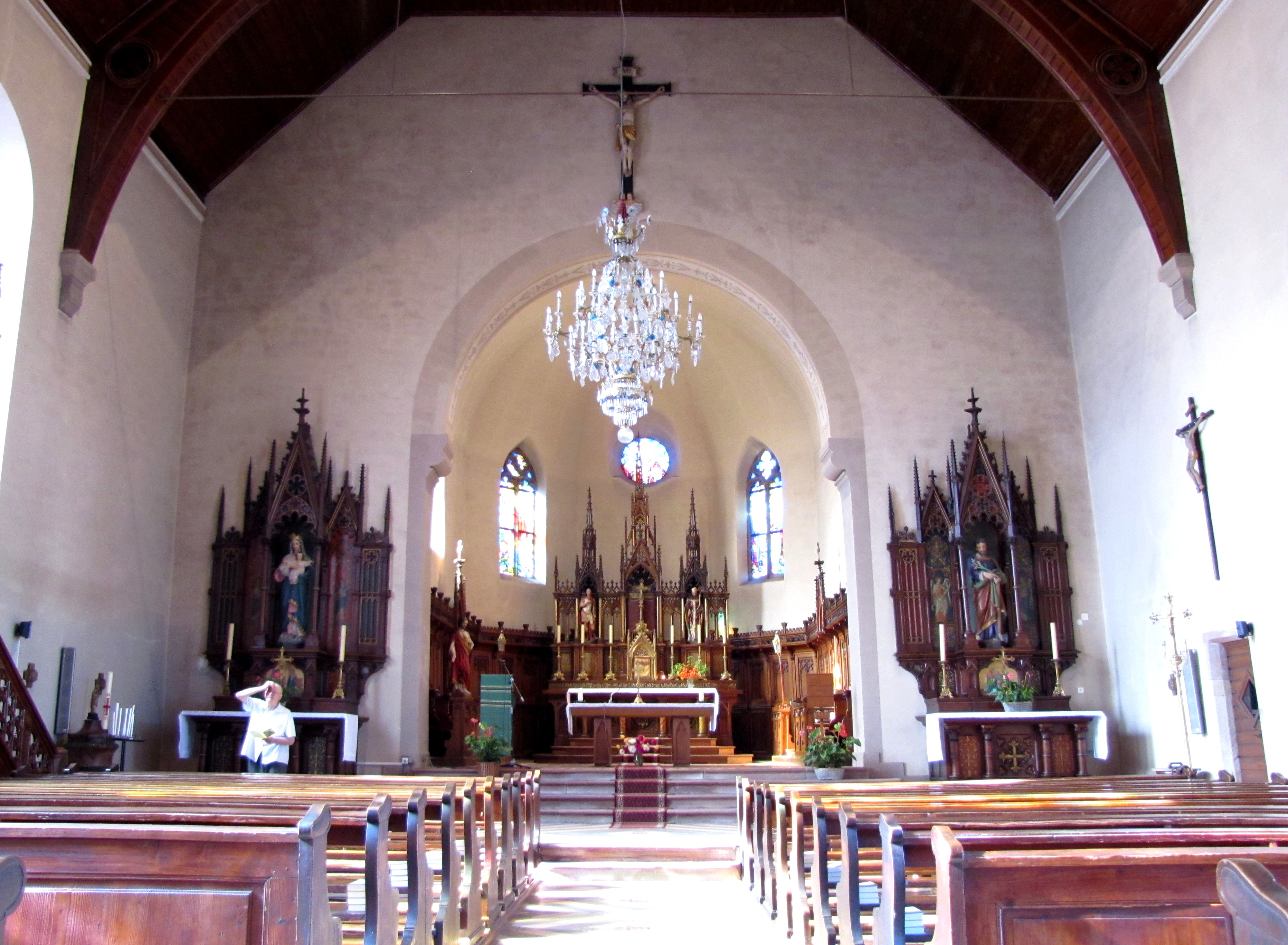
Интерьер, вид на алтарь
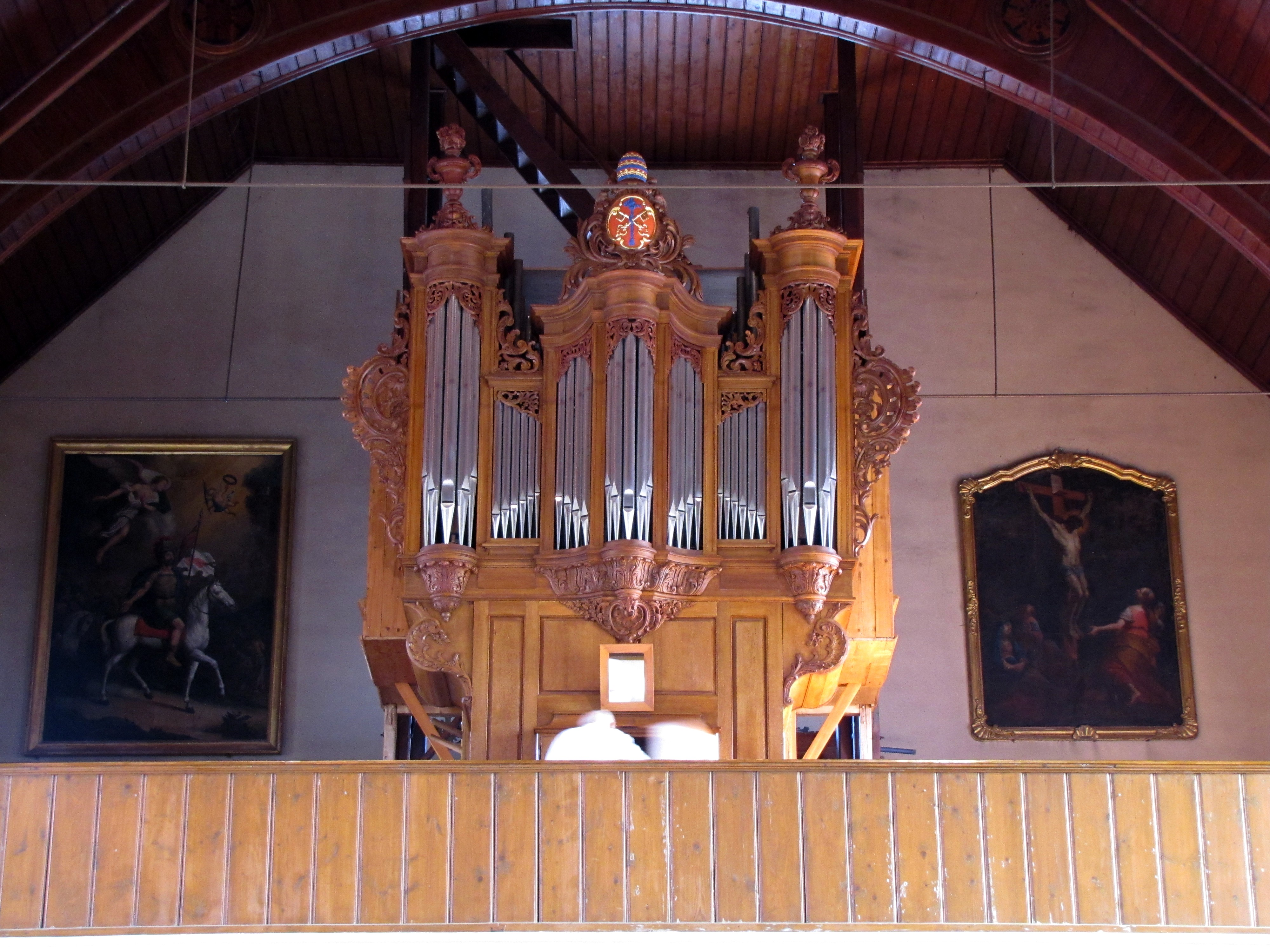
Орган
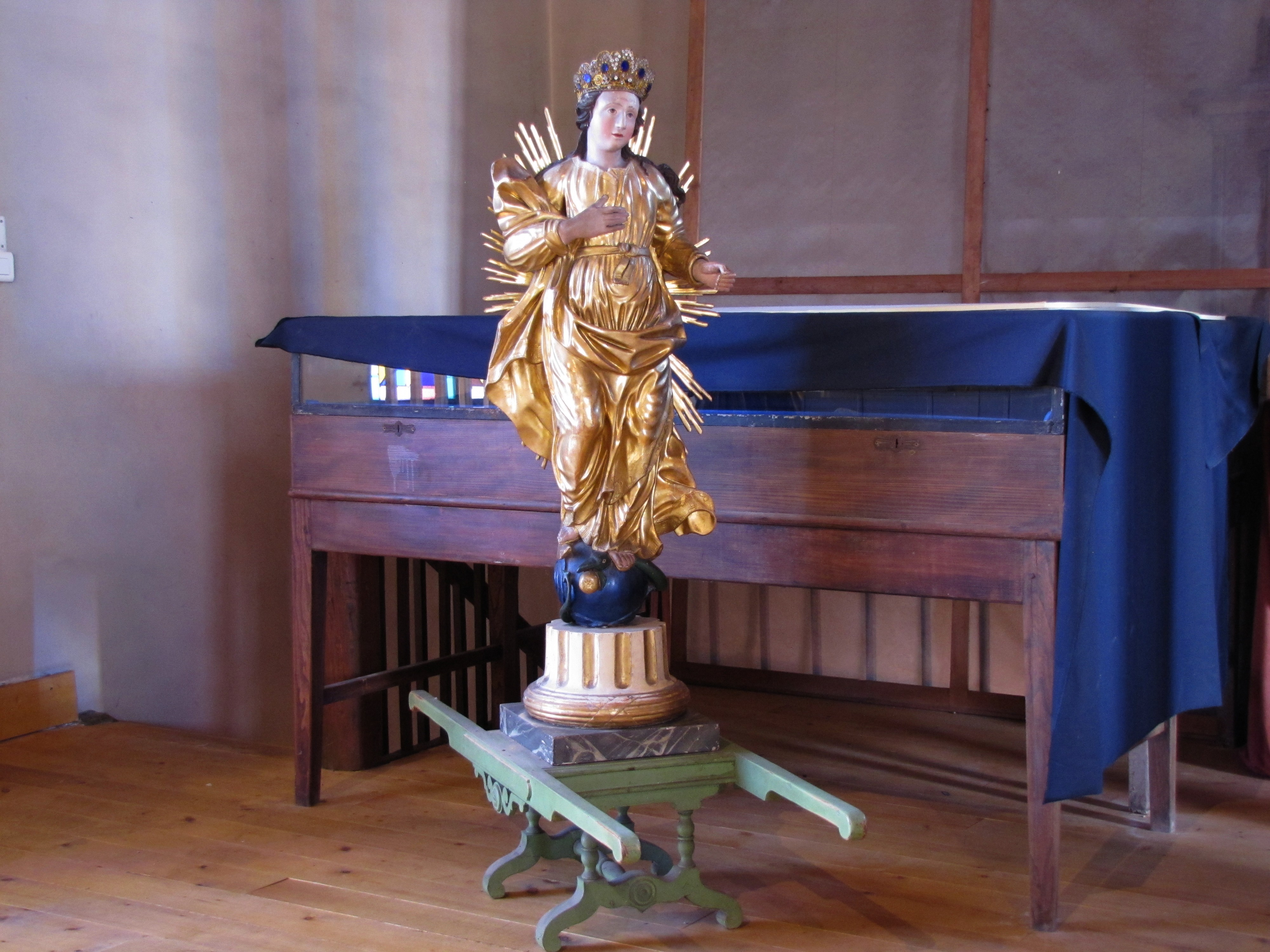
Статуя в алтаре «Непорочное зачатие»
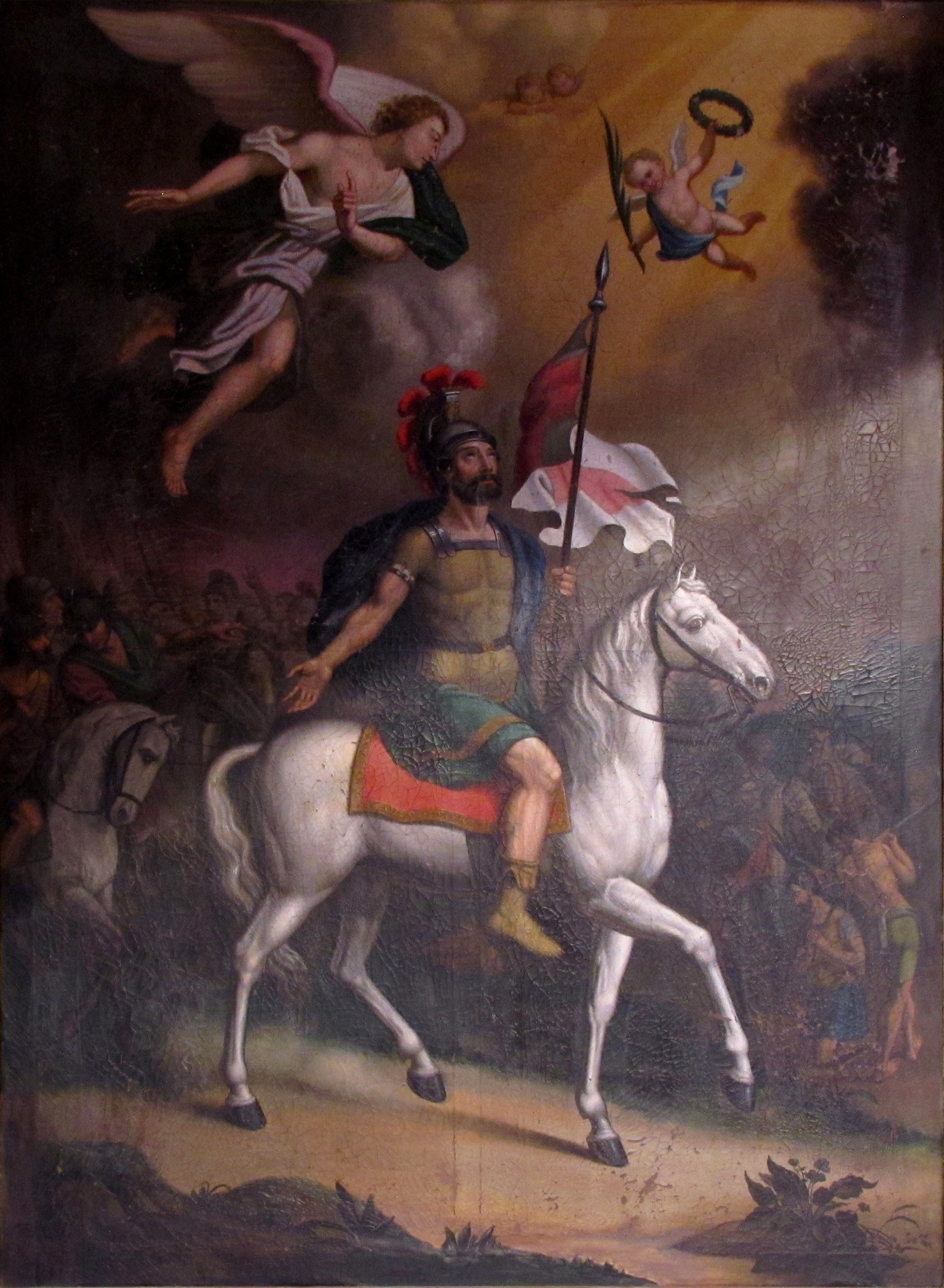
Картина «Сен-Морис»